# Бевілаккуа
Бевілаккуа (італ. Bevilacqua, вен. Beviłaqua) — муніципалітет в Італії, у регіоні Венето, провінція Верона.
Бевілаккуа розташована на відстані близько 390 км на північ від Рима, 80 км на захід від Венеції, 40 км на південний схід від Верони.
Населення — 1783 особи (2014).

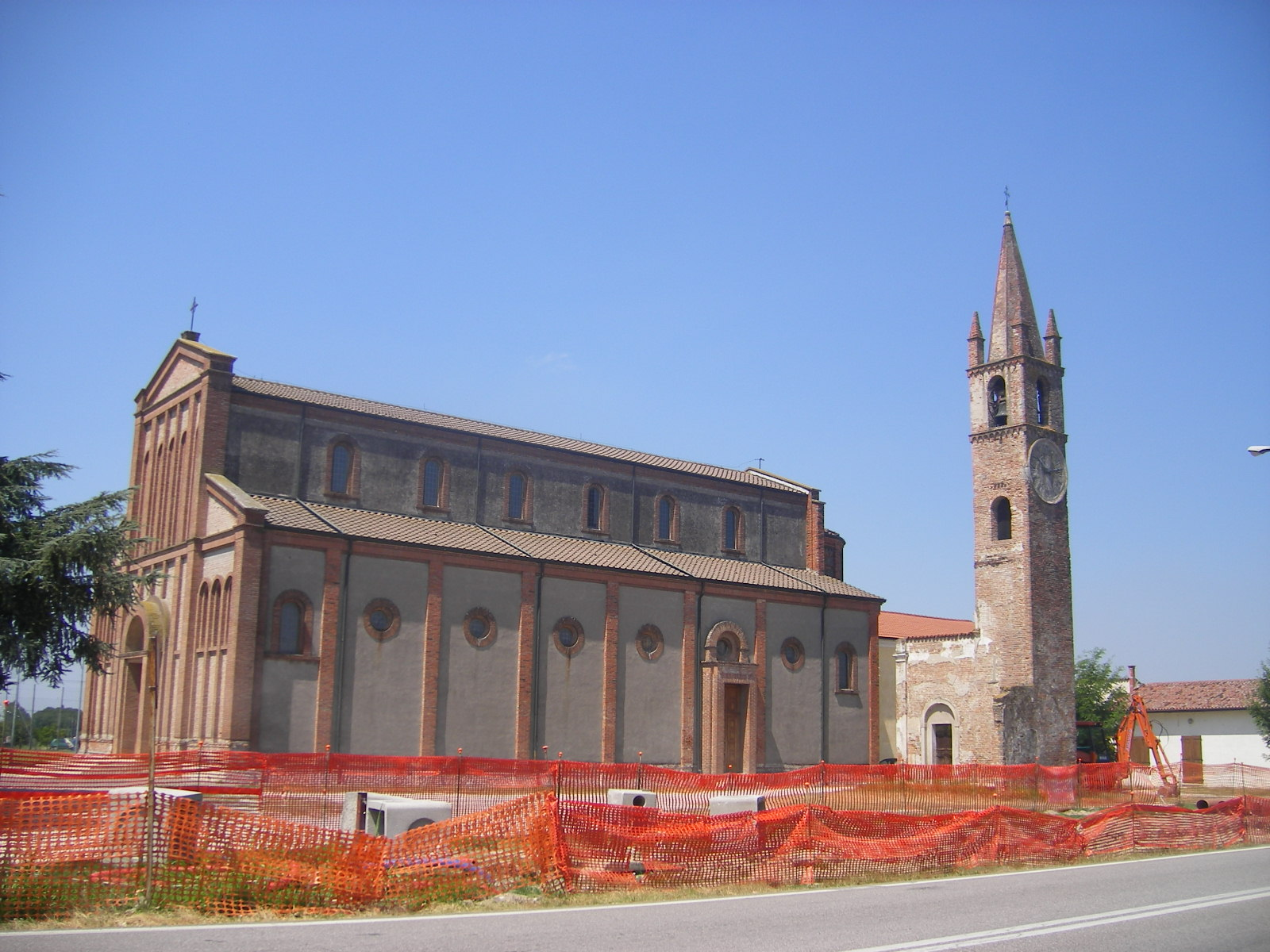

Щорічний фестиваль відбувається 17 січня. Покровителі — святий Антоній Великий.

## Демографія
Населення за роками:

Станом на 1 січня 2023 року в муніципалітеті офіційно проживали 203 іноземці з 18 країн, серед них 52 громадяни країн Євросоюзу та 2 громадяни України.

## Сусідні муніципалітети
- Боскі-Сант'Анна
- Мінербе
- Монтаньяна
- Терраццо
- Урбана